# 院源
院源（いんげん）は、平安時代中期の天台宗の僧侶。第26世天台座主。

## 経歴
光孝平氏の平基平の子として生まれる。若くして父を失ってのち比叡山で得度し、良源・覚慶に師事。天元3年（980年）良源の中堂供養に加わり僧綱に連なる。永延元年（987年）山科に慈徳寺が創建されると、初代の阿闍梨の一人に選ばれる。正暦4年（993年）山門派と寺門派の分裂では山門派として行動し、園城寺長吏・勝算の横暴と、その弟子成算の逮捕を朝廷に訴え出ている。
長徳4年（998年）覚慶の天台座主就任に伴い、その後任として法性寺座主に就任。寛和元年（985年）には延命院七禅師に任じられる。長保3年（1001年）権律師に補せられ、翌年には内裏八講会供奉の賞として権少僧都に進む。寛弘2年（1005年）崇福寺別当。寛弘7年（1010年）には内裏での法華経千部会の講師を務めてその賞により権大僧都となるが、翌年には辞任して感神院検校に移る。同年、一条院出家の戒師、冷泉院葬送の導師を務めた。長和6年（1017年）法印に叙される。寛仁元年（1017年）には三条院の、同3年（1019年）には藤原道長や皇后藤原娍子の出家の戒師を務めた。
寛仁4年（1020年）天台座主となり、同年に権僧正に進む。治安2年（1022年）法成寺金堂の落成供養で導師を務める。治安3年（1023年）僧正に転じ、また良源以来中絶していた法務を兼ねる。万寿元年（1024年）脩子内親王出家の戒師を、翌2年（1025年）藤原嬉子葬送の導師を務める。同年には後一条天皇に仁王経を講じ、その賞として輦車を聴される栄誉を得た。万寿4年（1027年）に相次いで逝去した皇太后藤原妍子、藤原道長葬送の導師を務めた。晩年は西塔北尾谷の西方院に住居し、翌万寿5年（1028年）入滅。

## 人物
院源は弁舌に優れ、説教の名人として知られた。それが宮廷社会の要求を満たしたことから重く用いられ、王侯の招きでしばしば仏事を執り行っているほか、藤原道長を始めとして出家の戒師や葬送の導師をよく務めた。『今昔物語集』には、源満仲とその郎党らが院源の説教を聞くや涙を流して発心し、たちまち主従出家したとする逸話を載せている。